# Stephanoceros fimbriatus
Stephanoceros fimbriatus är en hjuldjursart som först beskrevs av Goldfusz 1820.  Stephanoceros fimbriatus ingår i släktet Stephanoceros och familjen Collothecidae. Arten är reproducerande i Sverige. Inga underarter finns listade i Catalogue of Life.